# Aliminusa
Aliminusa ist eine Stadt der Metropolitanstadt Palermo in der Region Sizilien in Italien mit 1043 Einwohnern (Stand 31. Dezember 2023).

## Lage und Daten
Aliminusa liegt 71 Kilometer südöstlich von Palermo. Die Einwohner arbeiten hauptsächlich in der Landwirtschaft und im Handwerk.
Die Nachbargemeinden sind Alia, Caccamo, Cerda, Montemaggiore Belsito, Sciara und Sclafani Bagni.

## Geschichte
Der Feudalbesitz wurde 1625 von Gregorio Bruno erworben. 1635 wurde ein Dorf mit Name Sant’ Anna gegründet, aus dem dann Aliminusa hervorgegangen ist.

## Sehenswürdigkeiten
Die Straßen des Ortes sind regelmäßig und rechtwinklig angelegt. In der Mitte steht das Fürstenviertel, das im 17. Jahrhundert angelegt worden ist. Hier steht auch die Kirche Sant’ Anna.